# 西沽公园
39°10′23″N 117°10′08″E / 39.1731°N 117.1690°E
西沽公园是位于天津市红桥区光荣道的一座公园，占地31.7公顷，建于1958年4月，是天津市四大公园之一，也是天津市绿化覆盖率最高的公园。2011年，西沽公园被评为3A级旅游景区。西沽公园在2010年前票价2元，目前免费开放。

## 沿革与发展
西沽公园原址为洋务运动时期清政府设立的西沽武库（又称作“老三营武器库”），后武器库被八国联军炸毁。日军占领天津时期，此处被作为伪南满铁路畜产综合农场。之后，此地历作为铁路农场、林场、林木试验苗圃等用，后于1958年辟建为西沽公园，并于1959年开放。
1960年，园内进行改造，修建了码头、桥梁，铺筑了路面，购置了游船、座椅、儿童游戏器械，并建成游泳池。1980年，公园修整了中心岛，配置了游廊、花架、长廊等设施，并放养观赏鱼5万尾供观赏及垂钓。1982年，公园建设了动物园及跑马场、电动游乐设施；1985年，公园建设了老干部活动中心；1999年，建设了红桥文化广场；2003年，建设了翠芳秀实园、映山红园两个园中园；此后的2005年、2007年以及2018年，公园也完成了数次改造。
其中，2009-2010年，园区进行了大量改造，划分了八个功能区，突出了民俗特色，并与桃花园、北洋园互相连接。此次改造后，西沽公园从收费转为免费开放，但因为改修完成后没有如期转为免费，和转为免费后仍对拍摄婚纱照游客收费等，产生过数次争议。

## 景观与设施

### 分区
西沽公园设置了八个功能区，分别是健体休闲区、综合活动区、植物景观区、潞河风情区、历史文化展示区、演绎观赏区、生态湿地景观区、游乐区。

### 建筑

#### 书画园

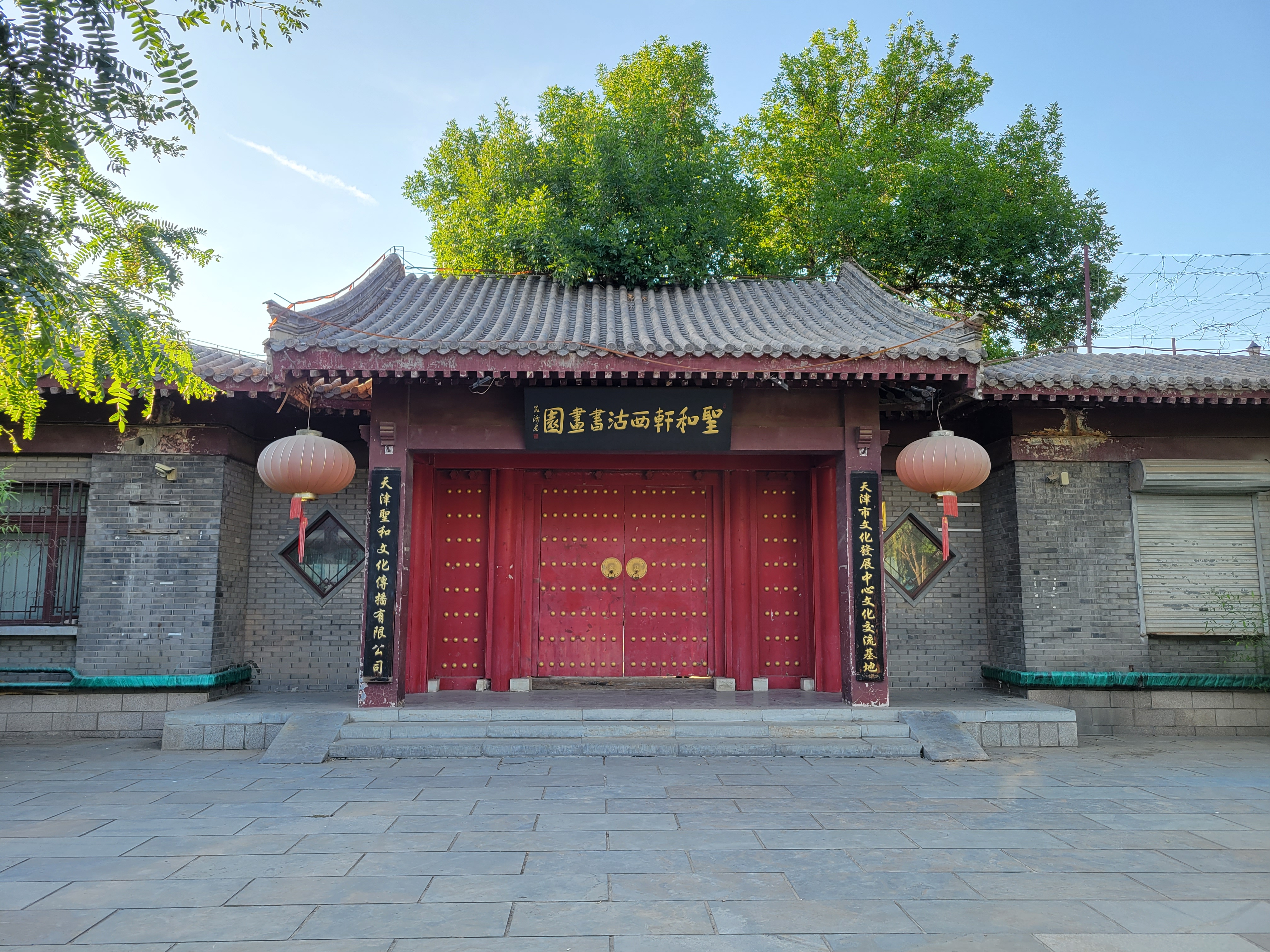
西沽公园中的西沽书画园

荣宝斋、梁琦纪念馆入此

#### 红桥非遗馆

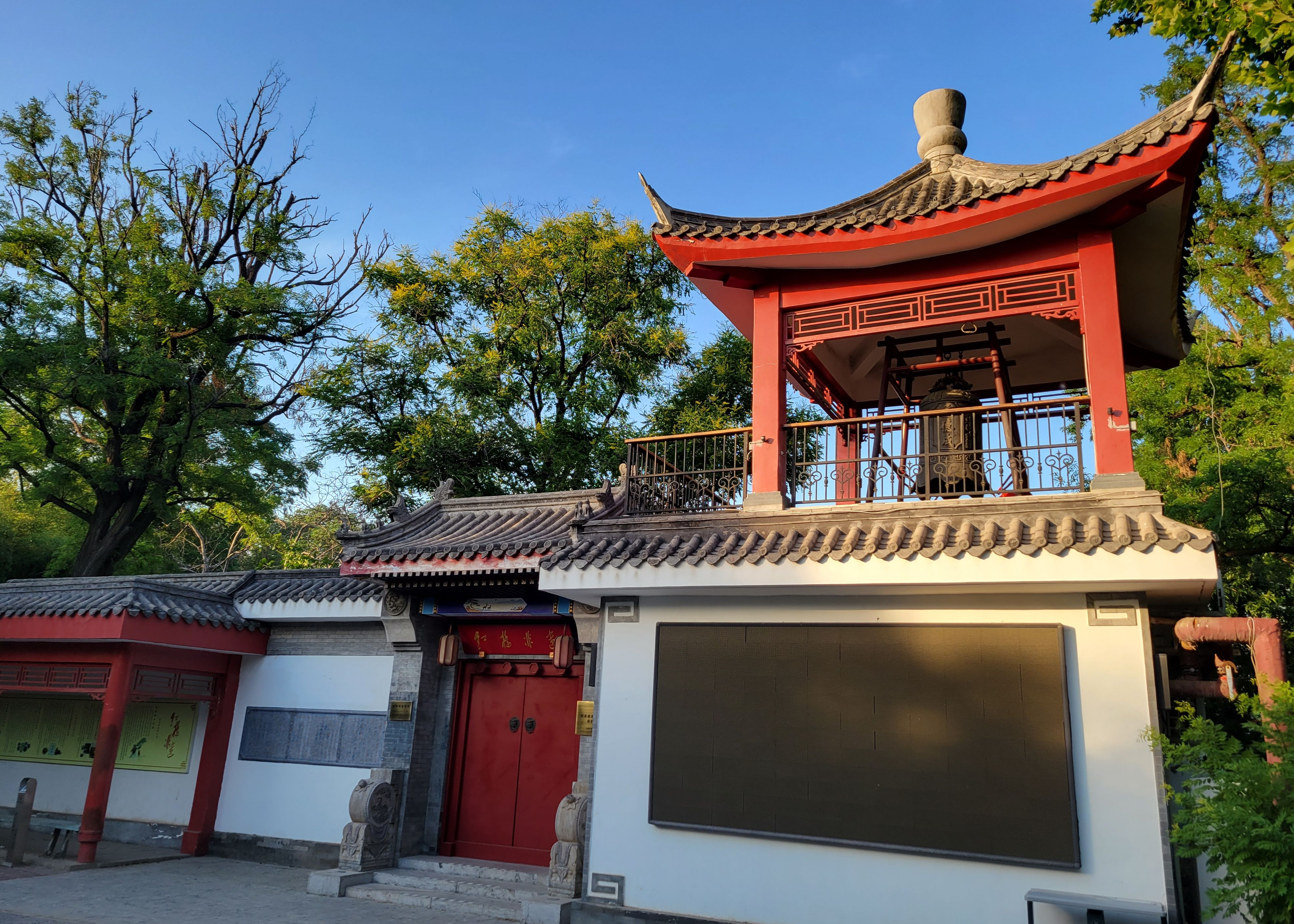
西沽公园内的红桥非遗馆

红桥非遗项目入此

#### 黄叶村

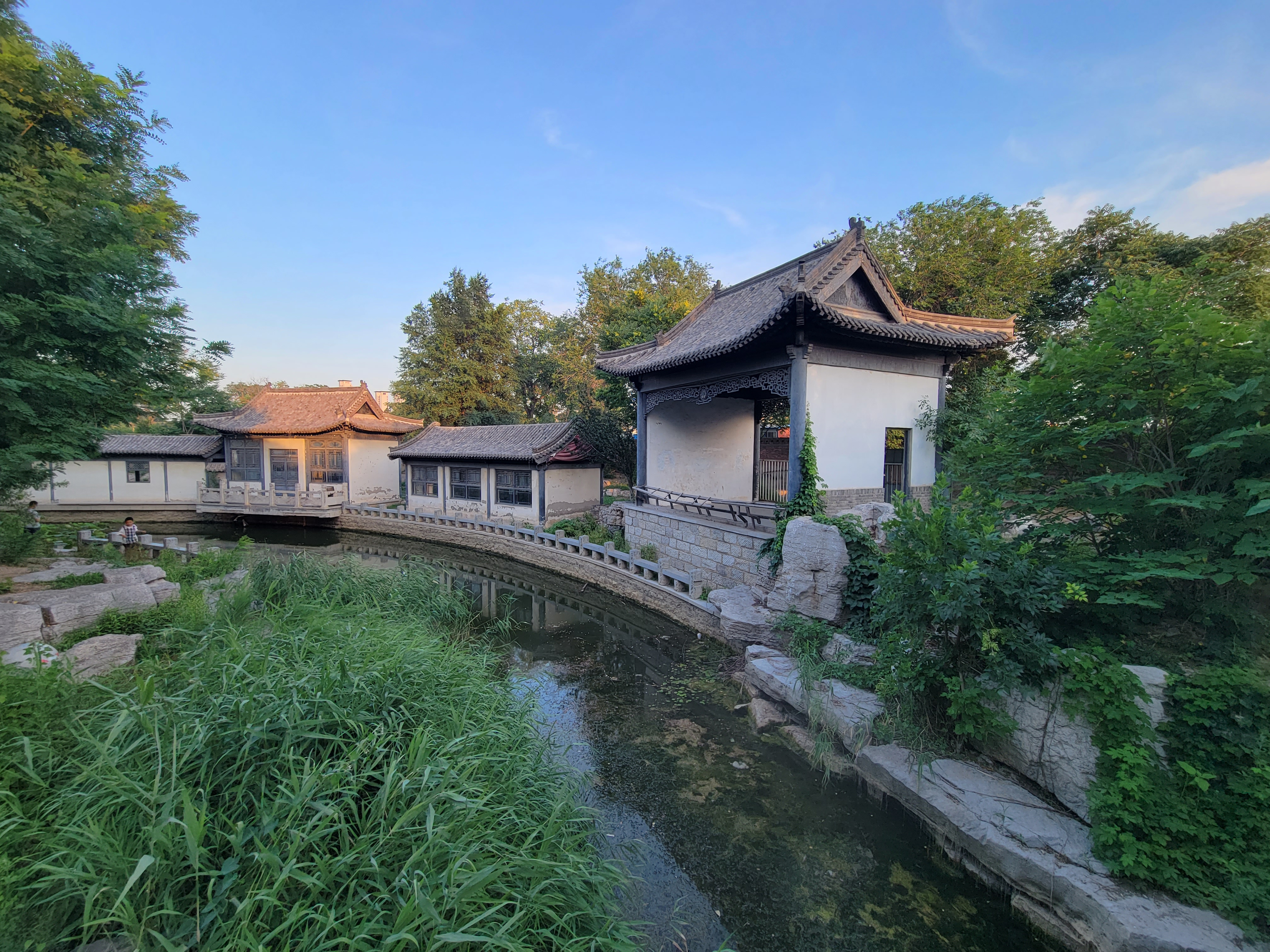
西沽公园中黄叶村的仿古建筑

黄叶村位于公园最南端的一座独立岛上，为2009年西沽公园改建时按史料重建的仿古村落。村落中包含牌楼、戏台、院落、长廊等建筑，以北方民居形式为主，“再现了清代《潞河督运图》所描绘的漕运生活场景与地域特色”。
“黄叶村”之名，来自于西沽的旧称，这一名称考证自清末文人李庆辰的《醉茶志怪·黄叶村》中“西沽旧名黄叶村，老人犹有知者，近日莫传也”一句。周汝昌等部分学者认为，西沽黄叶村即是曹雪芹创作《红楼梦》之处，但该说法并未得到广泛认可。

#### 健身中心

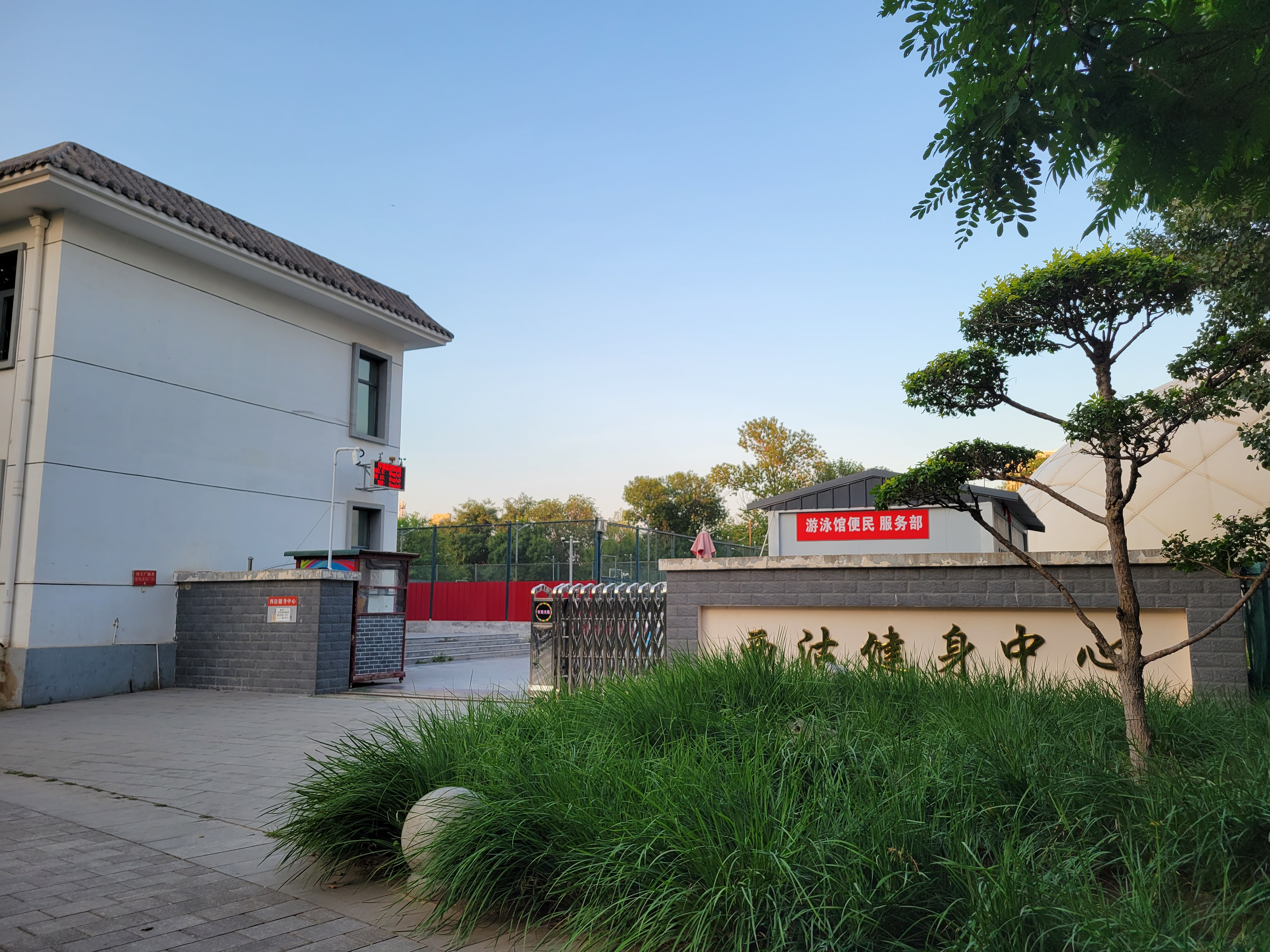
西沽公园内的西沽健身中心，内有健身房、游泳馆、篮球场等健身设施

### 植物
西沽公园内有230余种植物，其中常绿植物5000余株，乔木7300余株，花灌木近50 000株，球根类植物5200余组，草皮约20 000平方米。公园应用最多的植物包括金叶槐、大叶黄杨、迎春、侧柏、美人蕉、万寿菊等，整体群落丰富度和物种多样性都较高。

### 水系

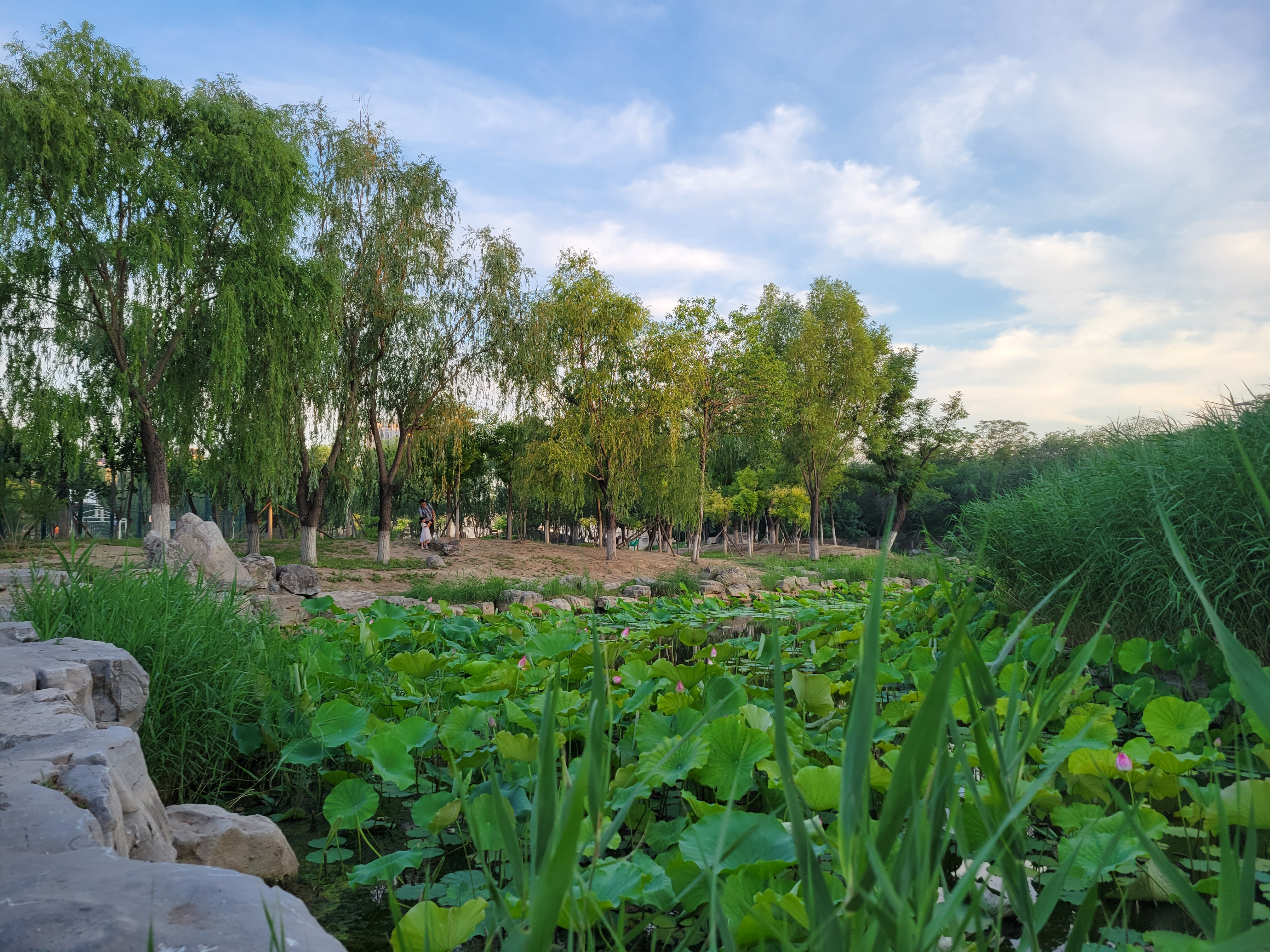
西沽公园小吴江岛旁荷花池

### “西沽桃柳”与桃花节

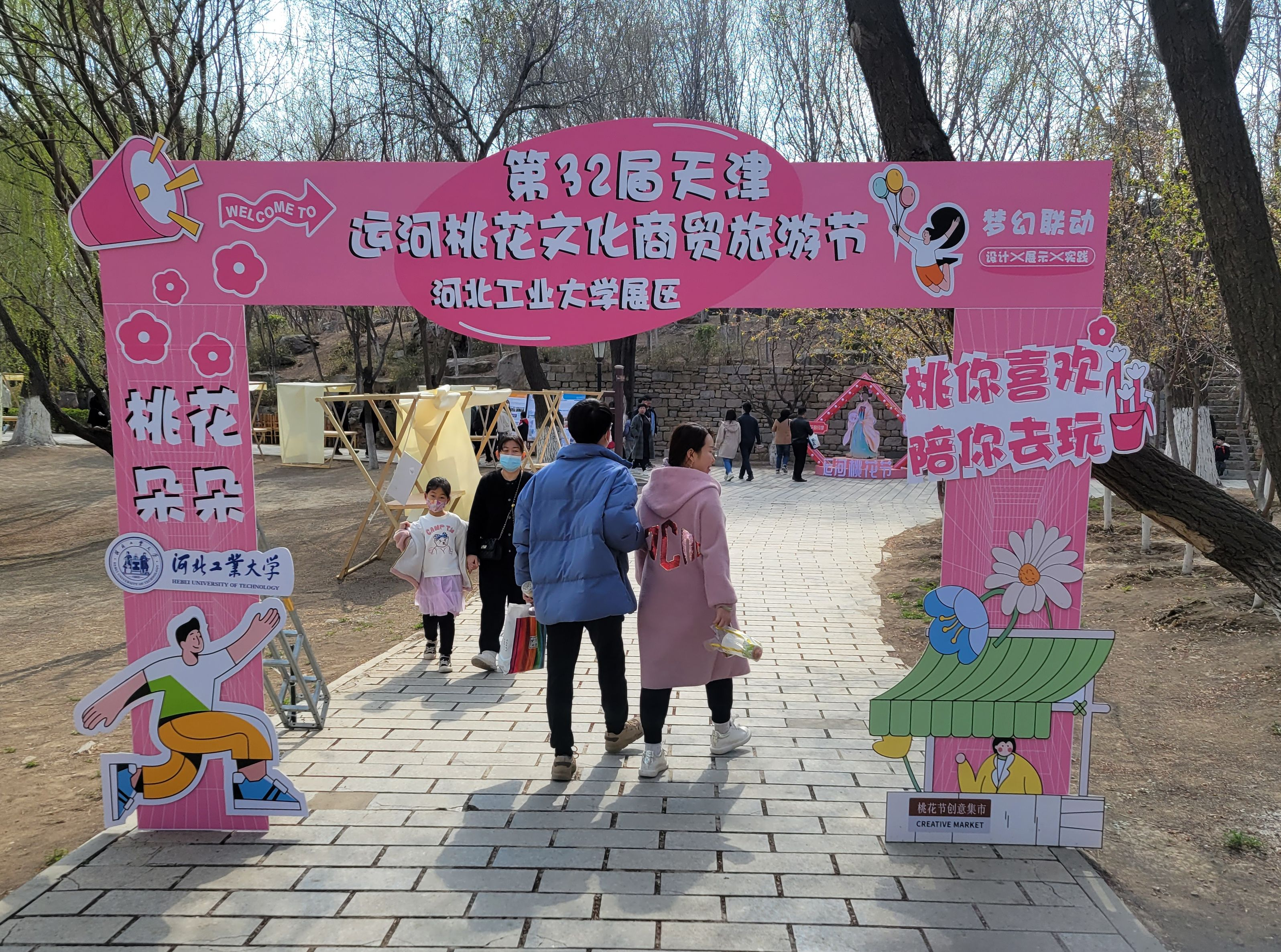
2023年，西沽公园举办了第32届天津运河桃花节，图中是活动期间的展牌之一